# Coalition de l'unité magyare
La Coalition de l'unité magyare (en serbe : Коалиција Мађарска слога et Koalicija Mađarska sloga ; en hongrois : Magyar Összefogás Koalíció) était une coalition politique serbe de la province autonome de Voïvodine. Elle était dirigée par András Ágoston.
Formée par l'alliance de la Communauté démocratique des Magyars de Voïvodine de Sándor Páll et du Parti démocrate magyar de Voïvodine, la coalition a participé aux élections législatives serbes de 2007, où elle a présenté 88 candidats. Elle a obtenu 12 940 voix, soit 0,32 % des suffrages, score qui ne lui a pas permis de remporter de sièges au Parlement de Serbie.